# フェルッチョ・ブゾーニ
フェルッチョ・ブゾーニ（Ferruccio Busoni, 1866年4月1日 エンポリ - 1924年7月27日 ベルリン）は、イタリア出身でドイツを中心に世界中で活躍した作曲家・編曲家・ピアニスト・指揮者・教育者。本名はダンテ・ミケランジェロ・ベンヴェヌート・フェッルッチョ・ブゾーニ (Dante Michelangelo Benvenuto Ferruccio Busoni) 。作曲家として新古典主義音楽を提唱しただけでなく、電子音楽や微分音による作曲など、未来的な音楽像を提唱した。

## 生涯
イタリアのエンポリ生まれ。少年時代をほとんどトリエステに過ごす。母親アンナ・ヴァイス＝ブゾーニはトリエステ出身のプロのピアニストで、祖父ジュゼッペ・ヴァイスを通じてユダヤ人の血を引いている。
イタリア人の父親フェルディナンド・ブゾーニはプロのクラリネット奏者をつとめるかたわら、画業もこなし、ブゾーニの少年時代に両親はしばしば演奏旅行を行なった。ブゾーニは神童で、7歳で両親の公開演奏会においてデビューした。数年後にはウィーンで自作のいくつかを演奏し、フランツ・リストのピアノ演奏にも接した。ウィーンでは、リストやヨハネス・ブラームス、アントン・ルビンシテインにも面会している。リストは、ブゾーニの演奏の真価について消極的な返事を出したらしいが、一方のブゾーニは、「リストのピアノ曲は、ピアノ芸術のアルファにしてオメガである」と最大限の賛辞を捧げており、リストのピアノ曲の校訂・編曲も手懸けている。
13歳で《24の前奏曲》Op.37を完成、そのほか大量にピアノ作品を作曲したが「少年期の作品はあまり意味がない」とブゾーニはこの時期の作品の完成度に否定的であった。その後、彼の周囲に作曲とピアノで並ぶものはいなくなり、アントン・ルビンシテイン国際音楽コンクールの作曲部門とピアノ部門の両部門に挑戦し、作曲部門は優勝(《ピアノと管弦楽のためのコンツェルトシュテュック》Op.31a)、ピアノ部門は第二位という結果を得て若手のホープに躍り出た。

## ドイツ人としての活動
ブゾーニは短期間グラーツで学んだ後、1886年にライプツィヒに赴き、その後いくつかの教職に就く。まず1888年にヘルシンキで教鞭を執り、同地で後の夫人イェルダ・ショーストランド (Gerda Sjöstrand) に出会っている。1890年にはモスクワ、翌年から1894年までアメリカ合衆国でも教鞭を執った。アメリカではヴィルトゥオーゾのピアニストとして演奏旅行もこなしており、バッハの《シャコンヌ》の有名な編曲も、この頃に手懸けたようである。
1894年にベルリンに居を構え、同地でピアニストや指揮者として一連の演奏会を行い、とりわけ同時代の音楽の普及につとめた。ウィーン国立音楽院やヴァイマル、バーゼルでは、数々のマスタークラスで教鞭を執り、クラウディオ・アラウやエゴン・ペトリらの門弟を育てた。
《ピアノ協奏曲》は完成できなかったオペラ「アラジン」（Aladdin）から派生した作品であったが、この協奏曲完成後はロマン主義からの脱却と新古典主義への偏愛を見せるようになる。このころから「ピアノ演奏法」の著作に取り掛かる。

## 新音楽への道
第一次世界大戦中は、まずボローニャに避難して音楽院を監督し、それからチューリッヒに移った。交戦中の国々で演奏することをその間、拒否し続けた。チューリッヒ時代の弟子に、後に米国における電子音楽の先駆者の一人となるオットー・ルーニングがいる。1920年にベルリンに帰り、作曲のマスタークラスを主催した。有名になった作曲家の弟子にクルト・ヴァイルやエドガー・ヴァレーズ、シュテファン・ヴォルペらがいる。
1914年にオペラ『ファウスト博士』に着手したが、未完に終わった。
ブゾーニは腎臓病のために亡くなり、ベルリンで埋葬された。

## 死後
ブライトコプフ・ウント・ヘルテル社から盛んに作品の出版が行われていたにもかかわらず、没後は多くの作品が品切れになり、瞬く間に忘れられた。特に少年期には契約した出版社が多く、作品全曲の収集はきわめて難しかったが、ラリー・シツキーが可能な限りのピアノ作品全曲の収集に成功、著書も出版された。
作曲したオリジナル作品は確認されているだけでも303曲に上るが、第二次世界大戦及びドイツ分裂に伴って自筆譜が散逸し、ドイツ及びポーランドのヤゲウォ大学図書館に分散したため大部分が未だに未出版となっている（en:List of compositions by Ferruccio Busoni参照）。

## 関連文献

### 西欧諸語で書かれたもの
- Antony Beaumont. Busoni the Composer. Bloomington: Indiana University Press, 1985.
- Ates Orga, Volume 72 of Philips' Great Pianists of the Twentieth Century series (set I on John Ogdon)
- Andrew Porter, Liner notes to the Walter Gieseking recording of Mendelssohn's Songs without Words, Angel 35428
- Bertoglio, Chiara (2012). Instructive Editions and Piano Performance Practice: A Case Study. Saarbrücken: Lambert Academic Publishing. ISBN 978-3-8473-2151-4
- Chiara Bertoglio. Instructive Editions and Piano Performance Practice: A Case Study. Saarbrücken: Lambert Academic Publishing, 2012. ISBN 978-3-8473-2151-4.
- Della Couling. Ferruccio Busoni: "A Musical Ishmael". Lanham, Md.: Scarecrow Press, 2005.
- Judith Crispin. The Esoteric Musical Tradition of Ferruccio Busoni and Its Reinvigoration in the Music of Larry Sitsky: The Operas "Doktor Faust" and "The Golem". With a preface by Larry Sitsky. Lewiston, N.Y.: Edwin Mellen Press,2007.
- Edward J. Dent. Ferruccio Busoni: A Biography. Oxford: Oxford University Press, 1933.
- Jürgen Kindermann. Thematisch-chronologisches Verzeichnis der musikalischen Werke von Ferruccio B. Busoni. Studien zur Musikgeschichte des 19. Jahrhunderts, vol. 19. Regensburg: Gustav Bosse Verlag, 1980.
- Marc-André Roberge. Ferruccio Busoni: A Bio-Bibliography. Bio-Bibliographies in Music, no. 34. New York, Westport, Conn., and London: Greenwood Press, 1991.
- Larry Sitsky. Busoni and the Piano: The Works, the Writings, and the Recordings. New York, Westport, Conn., and London: Greenwood Press, 1986, 409 pp. Second edition published by Pendragon Press as no. 3 of its Distinguished Reprints series (2009), 414 pp.
- Sergio Sablich, Rossana Dalmonte, Ferruccio Busoni e la Germania degli anni Venti, Assessorato alla Cultura del Trentino-Alto Adige, Bolzano, 1986, p. 211.
- The Piano Quarterly, no. 108 (Winter 1979-80) is a special Busoni issue containing, among other articles, interviews with Gunnar Johansen and Guido Agosti.
- Tawaststjerna, Erik (1976). Sibelius: Volume 1, 1865-1905. University of California Press. pp. 44–47. ISBN 9780520030145.

### 日本語で書かれたもの
- ブゾーニ校訂版バッハ二声のインヴェンション・三声のシンフォニア日本語訳